# Warrenton (Virginia)
Warrenton es un pueblo situado en el condado de Fauquier, Virginia  (Estados Unidos). Según el censo de 2010 tenía una población de 9611 habitantes.

## Demografía
Según el censo del 2000, Warrenton tenía 6.670 habitantes, 2.683 viviendas, y 1.591 familias. La densidad de población era de 607,4 habitantes por km².
De las 2.683 viviendas en un 28,7%  vivían niños de menos de 18 años, en un 41,6%  vivían parejas casadas, en un 14,5% mujeres solteras, y en un 40,7% no eran unidades familiares. En el 33,7% de las viviendas  vivían personas solas el 13,2% de las cuales correspondía a personas de 65 años o más que vivían solas. El número medio de personas viviendo en cada vivienda era de 2,33 y el número medio de personas que vivían en cada familia era de 3,01.
Por edades la población se repartía de la siguiente manera: un 23,9% tenía menos de 18 años, un 6,7% entre 18 y 24, un 31% entre 25 y 44, un 21% de 45 a 60 y un 17,5% 65 años o más.
La edad media era de 38 años.  Por cada 100 mujeres de 18 o más años  había 77,8 hombres.
La renta media por vivienda era de 50.760$ y la renta media por familia de 59.744$. Los hombres tenían una renta media de 40.405$ mientras que las mujeres 31.689$. La renta per cápita de la población era de 23.552$. En torno al 6,7% de las familias y el 9,3% de la población estaban por debajo del umbral de pobreza.

## Localidades adyacentes
El siguiente diagrama muestra a las localidades más próximas a Warrenton.